# Террьен, Мишель
Мишель Террьен (англ. Michel Therrien, 4 ноября 1963, Монреаль, Квебек, Канада) — канадский хоккейный тренер. Террьен также тренировал «Канадиенс» с 2000 по 2003 и с 2012 по 2017 годы, потом было три с половиной сезона в «Питтсбурге».
До того, как стать тренером, Террьен играл в хоккей на профессиональном уровне, набрав в общей сложности 86 в 206 матчах в АХЛ и вместе с «Шербрук Канадиенс» выиграл Кубок Колдера в 1985 году. В том золотом составе был и Патрик Руа.
Свою карьеру тренера он начинает в Главной юниорской хоккейной лиге Квебека в клубе «Лаваль Титан», потом переходит в «Грэнди Предаторз», с которым выигрывает в 1996 году выигрывает Мемориальный кубок и тем самым прерывает 25-летнюю серию без побед на Мемориальном кубке команд из Квебека.
Мишель Террьен один воспитывает двоих детей: дочку зовут Элизабет, а мальчика — Чарльз.

## Карьера тренера

### Монреаль Канадиенс
В 2000 году, после 13 поражений и всего пяти побед, Монреаль Канадиенс уволняют главного тренера Алена Виньо и нанимают Мишеля Террьена. Статистика Канадиенс после прихода Террьена улучшилась, но они все равно не попали в плей-офф.
В своем первом полном сезоне в качестве главного тренера Канадиенс Мишель с «Хабами» выиграл 36 игр при 31 поражениях и набрал на 16 очков больше, чем в прошлом сезоне. В плей-офф Канадиенс Террьена в первом раунде в шести матчах выиграл «Бостон Брюинз», а затем также в 6 играх проиграл «Каролине Харрикейнз».
После хорошего начала сезона 2002/03, когда они выиграли 16 матчей из 34, Хабы выиграли всего два матча из следующих 12 игр. Это побудило генерального менеджера Андре Савара уволить Мишеля Террьена. Террьен в Монреале одержал 77 побед и потерпел 114 поражений.

### Питтсбург Пингвинз
В течение двух с половиной сезонов Террьен был главным тренером клуба АХЛ Уилкс-Барре/Скрэнтон Пингвинз, фарм-клуба Питтсбург Пингвинз. Он привел Уилкс-Барре к Кубку Колдера в 2005 году.
В сезоне 2007/08 Пингвины под руководством Мишеля Террьена дошли до финала Кубка Стэнли, где уступили Детройту в шести матчах.
18 июля 2008 года Therrien подписал новый контракт с пингвинами, рассчитанный до конца сезона 2010/11.
Старт следующего сезона стал одним из лучших истории франшизы, однако значительно замедлился ближе к декабрю. 15 февраля 2009 года, на следующий день после поражения 6-2 от  Торонто Мейпл Лифс, Террьен был освобожден от должности главного тренера Питтсбург Пингвинз. Дэн Бэйлсма занял пост главного тренера и выиграл Кубок Стэнли, одержав победу в семи матчах над Детройт Ред Уингз.

### Возвращение в Монреаль
5 июня 2012 года вице-президент и генеральный менеджер Монреаль Канадиенс Марк Бергевин объявил о возвращении Мишеля Террьена . Первый сезон после возвращения стал успешным. Хабы выиграли свой Северо-восточный дивизион, но проиграли в первом раунде плей-офф Кубка Стэнли Оттаве в пяти играх. В следующем сезоне Монреаль дошёл до финала Восточной конференции, где уступил Нью-Йорк Рейнджерс в шести матчах. После окончания сезона генеральный менеджер Канадиенс Марк Бергевин и Мишель Террьен заключили новый четырехлетний контракт.

## Тренерская статистика
| Лига        | Команда            | Сезон       | Регулярный чемпионат | Регулярный чемпионат | Регулярный чемпионат | Регулярный чемпионат | Регулярный чемпионат | Регулярный чемпионат | Регулярный чемпионат   | Плей-офф                        |
| Лига        | Команда            | Сезон       | И                    | В                    | П                    | Н                    | OT                   | О                    | Место в дивизионе      | Результат                       |
| ----------- | ------------------ | ----------- | -------------------- | -------------------- | -------------------- | -------------------- | -------------------- | -------------------- | ---------------------- | ------------------------------- |
| НХЛ         | Монреаль Канадиенс | 2000/01     | 62                   | 23                   | 27                   | 6                    | 6                    | 58                   | 5-й в Северо-восточном | В плей-офф не попали            |
| НХЛ         | Монреаль Канадиенс | 2001/02     | 82                   | 36                   | 31                   | 12                   | 3                    | 87                   | 4-й в Северо-восточном | Поражение во втором раунде      |
| НХЛ         | Монреаль Канадиенс | 2002/03     | 46                   | 18                   | 19                   | 5                    | 4                    | 45                   | Уволен                 | Уволен                          |
| НХЛ         | Питтсбург Пингвинз | 2005/06     | 51                   | 14                   | 29                   | -                    | 8                    | 36                   | 5-й в Атлантическом    | В плей-офф не попали            |
| НХЛ         | Питтсбург Пингвинз | 2006/07     | 82                   | 47                   | 24                   | -                    | 11                   | 105                  | 2-й в Атлантическом    | Поражение в первом раунде       |
| НХЛ         | Питтсбург Пингвинз | 2007/08     | 82                   | 47                   | 27                   | -                    | 8                    | 102                  | 1-й в Атлантическом    | Поражение в финале Кубка Стэнли |
| НХЛ         | Питтсбург Пингвинз | 2008/09     | 57                   | 27                   | 25                   | -                    | 5                    | 59                   | Уволен                 |                                 |
| НХЛ         | Монреаль Канадиенс | 2012/13     | 48                   | 29                   | 14                   | -                    | 5                    | 63                   | 1-й в Северо-восточном | Поражение в первом раунде       |
| НХЛ         | Монреаль Канадиенс | 2013/14     | 82                   | 46                   | 28                   | -                    | 8                    | 100                  | 3-й в Атлантическом    | Поражение в финале Конференций  |
| Всего в НХЛ | Всего в НХЛ        | Всего в НХЛ | 592                  | 287                  | 224                  | 24                   | 57                   | 64%                  | 2 победы в дивизионе   | 0 Кубков Стэнли                 |

## Награды и достижения
- Как игрок в 1985 году выигрывает Кубок Колдера
- Как тренер в 1995 году - Рон Лапойнт Трофи
- Президентский кубок - 1996
- Мемориальный кубок - 1996
- Поль Дюмон Трофи - 1997